# Rich Harrison
Rich Harrison (ur. 1975 w Waszyngtonie) – amerykański producent muzyczny i tekściarz, znany głównie ze współpracy z artystami hip hopowymi oraz rhythm and bluesowymi.

## Biografia i kariera
Harrison w młodości uczył się gry na pianinie i trąbce. W 1997 roku ukończył historię i komunikację na Howard University w Waszyngtonie. Jego pierwszym poważnym osiągnięciem zawodowym była współpraca z Mary J. Blige nad piosenką "Beautiful One". W 2001 roku założył własną firmę Richcraft Inc. Krótko po tym wyprodukował oraz napisał wszystkie piosenki na album All I Have Amerie. W 2004 roku otrzymał nagrodę Grammy za "Crazy in Love" Beyoncé Knowles oraz zyskał nominację za swój wkład w Confessions Ushera.
The New York Times określił Harrisona jako "jednego z najbardziej ekscytujących producentów R&B."

## Dyskografia

### Albumy

#### Mary J. Blige -Mary(1999)
- 04. "Beautiful One"

#### Mary J. Blige -No More Drama(2001)
- 15. "In the Meantime"

#### Amerie -All I Have(2002)
- 01. "Why Don't We Fall in Love"
- 02. "Talkin' to Me"
- 03. "Nothing Like Loving You"
- 04. "Can't Let Go"
- 05. "Need You Tonight"
- 06. "Got to Be There"
- 07. "I Just Died"
- 08. "Hatin' on You"
- 09. "Float"
- 10. "Show Me"
- 11. "All I Have"
- 12. "Outro"
- 13. "Just What I Needed to See"

#### Kelly Rowland -Simply Deep(2002)
- 04. "Can't Nobody"

#### Tha Rayne -Reign Supreme(2003)
- 02. "Didn't You Know"

#### Beyoncé Knowles -Dangerously in Love(2003)
- 01. "Crazy in Love" (feat. Jay-Z)
- 05. "Be With You"

#### Usher -Confessions(2004)
- 11. "Take Your Hand"

#### Destiny's Child -Destiny Fulfilled(2004)
- 02. "Soldier" (feat. T.I. & Lil Wayne)

#### Jennifer Lopez -Rebirth(2005)
- 01. "Get Right"
- 04. "Whatever You Wanna Do"
- 12. "Get Right (Remix)" (feat. Fabolous)

#### Christina Milian -Be Cool Soundtrack(2005)
- 08. "Ain't No Reason"

#### Amerie -Touch(2005)
- 01. "1 Thing"
- 02. "All I Need"
- 05. "Like It Used to Be"
- 06. "Talkin About"
- 07. "Come With Me"
- 08. "Rolling Down My Face"
- 12. "1 Thing (Remix)" (feat. Eve)
- 13. "Why Don't We Fall In Love (Richcraft Remix)"

#### Missy Elliott -The Cookbook(2005)
- 10. "Can't Stop"

#### Pussycat Dolls -PCD(2005)
- 06. "I Don't Need a Man"

#### Toni Braxton -Libra(2005)
- 04. "Take This Ring"

#### 3LW -Point of No Return(2006)
- 01. "Do Ya"

#### Christina Aguilera -Back to Basics(2006)
- 02. "Makes Me Wanna Pray"

#### Beyoncé -B'Day(2006)
- 03. "Suga Mama"
- 07. "Freakum Dress"
- 11. "Creole"

#### Diddy-Press Play(2006)
- 18. "Making It Hard (feat. Mary J. Blige)"

#### Mos Def -Tru3 Magic(2006)
- 02. "Undeniable"

#### Che'Nelle - Things Happen for a Reason (2007)
- 10. "Summer Jam"

#### RichGirl - bd. (2008)
- "24's"

#### RichGirl - bd. (2009)
- "Itty Bitty"
- "He Ain't Wit Me Now (Tho)"

## Niewydane

### 50 Cent
- "Then Days Went By"

### 3LW
- "No Matter What"
- "Senses"

### Amerie
- "Love's Off The Chain"

### Cynthia Lissette
- "Don't Wanna Go"
- "What U Say"

### Gwen Stefani
- "Parental Advisory"

### Janet Jackson
- "Clap Your Hands"
- "Pops Up"
- "Put It On You"
- "What Can I Say"

### Mary J. Blige
- "Outta My Head"

### Se7en
- "This is My Year" (feat. Fabolous)

### Usher
- "Whatever I Want" (feat. Mike Jones)
- "Ride"
- "Dat Girl Right There" (feat. Ludacris)

### Young Steff
- "Don't Trip"
- "Dat Gurl Right"
- "Put That on Everything"